# Euoestropsis viridis
Euoestropsis viridis är en tvåvingeart som först beskrevs av Townsend 1912.  Euoestropsis viridis ingår i släktet Euoestropsis och familjen parasitflugor.
Artens utbredningsområde är Peru. Inga underarter finns listade i Catalogue of Life.